# 波貝雷日內 (利維夫區)
49°42′29″N 23°28′27″E / 49.70806°N 23.47417°E
波貝雷日內（烏克蘭語：Побережне），是烏克蘭西部的村落，隸屬利沃夫州利維夫區霍羅多克市鎮，始建於1370年，面積6.22平方公里，海拔高度245米，2022年人口180，人口密度每平方公里45.01人。

## 地理
維什尼亞河流經該村。